# BMC (自転車メーカー)

TeammachineSLR01 ONE 2021

BMCとはスイスに本拠地を置く自転車メーカー・ブランドである。比較的後発のメーカーだが、ロードバイクの発売を始めた当初からIntegrated Skeleton Conceptというシートチューブとトップチューブの接合部に特殊な形状のラグを使う設計で注目された。その後もアルミとカーボンを接合した複合モデルなど他のメーカーとは異なるユニークな設計の製品を出し続けた。その後カーボンフレームの時代に入っても他社に先駆けて独自の低い位置からのシートステイやD型（カムテイル型）シートポストを多用するといった特徴的なデザイン、また、ナノカーボンチューブやフレームデザイン専用プログラム「ACE テクノロジー」など、業界初となる材質やテクノロジーをいち早く取り入れてきた。こうしたデザインやテクノロジーはその後多くのメーカーに模倣され一般化したが、現在でもBMCは常に先端的かつ実験的な設計に積極的に取り組むブランドとみなされている。
BMCの名称は Bigelow Mounting Company が正式名称であるが、故アンディー・リス氏が経営者になってからはBicycle Manufacturing Company が正式名称として用いられるようになる。

## 沿革
- 1986年 - ボブ・ビゲローがラレーの代理店を設立する。
- 1994年 - Bicycle Manufacturing Company (BMC) を立ち上げ、スポーツバイク製造を開始。
- 1997年 - 2レベル油圧システムでコンプレッションとリバウンドを分けるユニット、バーチャルピボットの先駆けとなるシステムを開発。
- 1999年 - BMC初ロードモデル：Gavia（ガヴィア）とCima（シーマ）をスイス国内で展開。
- 2001年 - フォナック（補聴器メーカー）のオーナー経営者のアンディ・リースが完全買収し、スイスに拠点を移す。
- 2002年 - フォナック・ヒアリングシステムズにバイクを供給する。Phonak CyclingがBMC最初の本格レースバイクTeammachine SLT01を使用。
- 2004年 - 自転車業界初となるCNT(カーボンナノチューブ)採用でBMCとしても初のフルカーボンフレームSLC01が誕生。
- 2007年 - BMC・レーシングチームにバイクを供給。同時にチームのメインスポンサーとなる。
- 2009年 - ハイブリットフレームのSLXが誕生。
- 2010年 - Impec Factory 起動。最初の Impec が製造される。最先端のカーボンブレイド、RTM、サーモプラスチック技術を採用。
- 2011年 - BMC・レーシングチームのカデル・エヴァンスがツール・ド・フランス総合優勝を果たす。
- 2012年 - フィリップ・ジルベールがSLR01でBMC所属として初の男子ロードワールドチャンピオンとなる。
- 2013年 - BMC MTB Racing Team がXCO世界ランキング1位。
- 2014年 - 「絶対にフルサスに乗らない」と豪語していたジュリアン・アブサロンがFourstroke 29でXCO世界戦を取る。チームも2年連続XCO世界1位。
- 2016年 - Roadmachineシリーズの発売。
- 2018年 - 同年を以て、BMC・レーシングチームのメインスポンサーから撤退することを発表。
- 2019年 - チーム・ディメンションデータ（現チーム・クベカ・アソス）にバイクを供給。Roadmachineがフルモデルチェンジ。同時にBMC初となうグラベルカテゴリUnrestricted(URS) シリーズが発売。
- 2020年 - BMCのフラグシップバイク、第4世代となるTeammachineSLR01がフルモデルチェンジ。レーシングバイクはさらなるオールラウンド性能に磨きをかけて全面刷新。チームは、NTTよりスイスのサイクリングアパレルメーカー「アソス」がスポンサーに。クベカとともにチームをサポートしていく。
- 2021年 - 新たにAG2R CITROEN（シトロエンチーム）にバイクを供給。これにより、クベカ・ネクストハッシュを含め、ブランド初となるプロツアチーム、２チームへのサポート体制となる。

## 技術
特徴的なデザインの1つとしてiSCと命名されているフレームが挙げられる。これは、トップチューブとシートチューブの接合部よりも下にシートステーとシートチューブの接合部の位置をずらした形状をしている。これにより、シートチューブのしなりが生まれ乗り心地が良くなり、シートステーの位置が下がったことでペダリング時の反応性が良くなるとしている。
製造は多くのメーカーと同様台湾企業への委託製造であったが、2011年に発売されたimpecだけはスイスの自社工場で生産された。それ以外のモデルは全て台湾での生産になる。
昨今、他社でも行われ始めたAIによるフレームデザインの先駆けとなるフルフレームデザインプログラム【ACEテクノロジー】で開発。　34,000通りのフレームデザインパターンをたった数カ月で行い、その中で、剛性、重量、快適性のベストバランスであった2代目SLR01を2013年に発表。　
エアロダイナミクスの向上を図る【ACE+テクノロジー】。
ACE+テクノロジーとは、既存のACEテクノロジーにの3本柱「軽量、高剛性、快適性」に、レースでの勝利に必要な空気抵抗の改善をプラスしたフレームデザインプログラム。　他カテゴリーのデザインやテクノロジーを取り入れながら、SLR自身のデザインイメージをくずさないように、ACE＋テクノロジーで開発され、2020年に発表があった4代目SLR01はフレームのみならず、コックピットシステムやボトルケージデザインまでをも計算し、歴代最高の空力を打ち出した。

## サイクルロードレース
BMCは、2002年よりサイクルロードレースチームのフォナック・ヒアリングシステムズに機材を提供していたが、2006年にエースライダーのフロイド・ランディスのドーピング違反が発覚したことでチームが解散。2007年からは、新たに創設されたBMC・レーシングチームへ機材供給をするとともに、メインスポンサーとして長きにわたりチームを支えたが、2018年を最後にBMCはチームのメインスポンサーを降板。2019年からはチーム・ディメンションデータ （現チーム・クベカ・アソス）に機材を提供し、2021年からはAG2R Citroenにも機材提供を始め、Specializedとともに複数チームに機材提供をするメーカーとなった。
2020年より、NTTプロサイクリングチームよりクベカ・アソスチーム、そして、チーム・クベカ・ネクストハッシュへと毎年のように名前を変更しているチームをサポート。
2021年から新たにAG2R CITROEN（アージェーヅゼルシトロエン）チームをサポート。
AG2Rシトロエンチームの下部育成組織にU23チーム、シャベリー・シクリスム・フォルマシオンに2021年より日本の津田悠義が加入する。